# Iósip Karakis
Iósip Yuliovich Karakis (en ucraniano: Йосип Юлійович Каракіс; en ruso: Иосиф Юльевич Каракис; Kiev, 20 de febrero de 1881-Kiev, 7 de octubre de 1961) fue un arquitecto, urbanista, pintor y profesor soviético ucraniano, uno de los arquitectos más prolíficos de Kiev, que diseñó muchos edificios que ahora se consideran hitos arquitectónicos. 
En la Unión Soviética se construyeron más de dos mil escuelas a partir de diseños creados por Karakis y, en total, se construyeron más de cuatro mil edificios a partir de sus diseños.

## Biografía
Iósip Karakis nació el 29 de mayo de 1902 en la ciudad de Baltay era hijo de Julius Borisovich Karakis, copropietario y trabajador de una fábrica de azúcar en Turbin, y de Frida Jakovlevna. Iósip tenía un hermano menor, David Julevich Karakis, que decidió convertirse en médico y fue coronel y jefe del escuadrón médico durante la Segunda Guerra Mundial.
De 1909 a 1917, Iósip Karakis estudió en el Realschule de Vínnitsia , mientras asistía a clases nocturnas de dibujo de Abraham Cherkasski. En 1918 trabajó como pintor decorador en el teatro de Vínnitsia para la compañía de Hnat Yura, Amvrosi Buchma y Marian Krushelnitski. En 1919 se unió como voluntario al Ejército Rojo, donde trabajó como artista para el tren de agitación. Desde 1921 trabajó como artista para la Comisión de Monumentos y Arte Antiguo de Vínnitsia, donde fue responsable de la formación de la galería y biblioteca del museo de la ciudad a partir de la colección de la mansión de la princesa Branitskaya en Nemíriv.
En 1922 ingresó en la facultad de Derecho del Instituto de Economía Nacional y un año más tarde ingresó la facultad de Pintura del Instituto de Arte de Kiev. Durante sus estudios trabaja como artista de teatro (durante los años 1925-1926 bajo la dirección de Nicholas Burachek) y en 1925, como resultado de la influencia de James Steinberg, pasó de un tercer año de especialización en arte a un primer año en un departamento de arquitectura. En 1926, mientras estudiaba, trabajó como técnico superior en la construcción de la estación de ferrocarril de Kiev con su maestro Alexander Verbitski, luego asistente en el diseño y la implementación de la Academia de Ciencias y la primera casa en Ucrania para familias de médicos (calle Velika Zhitomirska 17) en Kiev. En 1927, manteniéndolo en secreto a sus padres, se casó con la estudiante de piano del conservatorio Anna Kopman, considerada una de las bellezas de Kiev en esa época.
En 1929 se graduó en arquitectura, habiendo sido enseñado por arquitectos como Pavló Alioshin, A. Verbitski y V. Rikov. En 1931 recibió una invitación para enseñar en el Instituto de Construcción de Kiev. Antes de la guerra, Karakis fue arquitecto de varias casas y edificios públicos, entre los que se encontraban el Teatro Judío de Kiev, el Museo Nacional de Ucrania y otros. Desde 1941 fue profesor asociado de diseño arquitectónico en el KARI. 
Durante los años de la Segunda Guerra Mundial trabajó en la contracción de las fábricas de maquinaria pesada en Rostankoproekt (Rostov del Don y luego en Taskent). De 1942 a 1944 Karakis trabajó como arquitecto jefe de la presa de Farjad, donde diseñó la presa, los canales de desvío, la sala de máquinas y varios proyectos de vivienda. 
Después de la guerra trabajó en el Instituto de Ingeniería Civil y Giprógrado de Kiev y, desde 1948, fue jefe del instituto de la industria artística de la Academia de Arquitectura de la URSS. En 1951, tras otra "limpieza" ideológica, fue despedido, ya que fue la única persona que defendió la preservación de los monumentos históricos durante el período de "lucha contra el cosmopolitismo".
Desde 1952 Karakis trabajó en Giprograd en el diseño del modelo. De 1963 a 1976 fue jefe del departamento de diseño de la Escuela de Arquitectura de Kiev ZNIIEP. En 1977, por invitación de B. E. Yasievich, se incorporó durante algún tiempo al Instituto de Investigación de Historia, Teoría y Prospectivas de los Problemas de la Arquitectura Soviética de Kiev. Allí, Karakis trabajó en el desarrollo de la perspectiva de construcción "Viviendas del futuro próximo" en Kiev.
Karakis murió el 23 de febrero de 1988 y fue enterrado en el cementerio de Baikove de Kiev junto a su madre.

## Obra

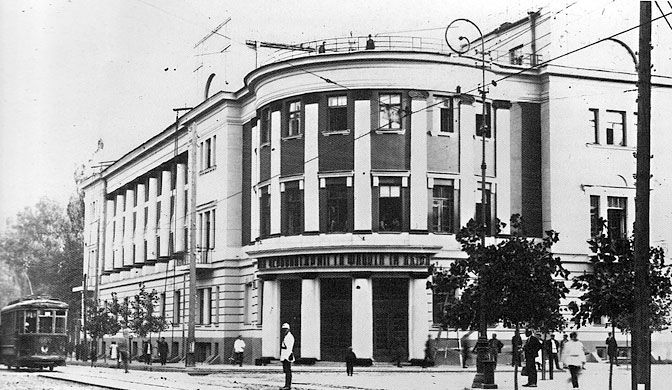
Edificio del Ejército Rojo (1934)

Karakis fue un arquitecto muy prolífico y trabajó en numerosos edificios en diferentes localizaciones de Ucrania:
- Kiev: la Escuela de Arte, actualmente museo nacional de historia de Ucrania (1938); casa de los Oficiales, hoy museo de las Fuerzas Armadas de Ucrania;  escuela "modelo" 29 con G. Voloshinov y Pavló Alioshin (1929); casa residencial en el Instituto Forestal Holosievo (1931); casa del Ejército Rojo y la Armada en Kiev (1932); reconstrucción del club de Avia-gorod (1933-1934); restaurante Dynamo, junto al estadio del Dinamo (1932-1934); escuela de Música y Sala de Conciertos del Conservatorio de Música (1936-1937); reconstrucción del Teatro del Ejército Rojo en la calle Meringovskói (1938); teatro judío en la calle Jreshchatik 17 (1939); casa residencial de 10 plantas de estilo constructivista en la calle Mazepa (1934–37); edificio residencial en la calle Levantamiento de Enero 3 (1934-1936); área de gobierno (1935-1936); casa residencial en la calle Institutskaya nº 15-17 (1935-1937); casa residencial para oficiales superiores en la calle Zolotovorotskaya (1936); estación fluvial de Kiev en coautoría con N. Holostenko (1940); casa residencial en la calle Striletska, 12 (1939-1940); complejo residencial de la Comisión Estatal de Planificación en la calle 25 de octubre (1938-1941); segunda fase del barrio en la calle Levantamiento de Enero, 5 (1939-1940); vivienda tipo galería (1940-1941, 1949); casas tipo galería con 50 apartamentos en las calles Vishgorod y Nekrasov (1939-1941); edificio en Jreschatik, 29 (1939-1941); planta piloto de taller de mecanizado (1940); escuela experimental en el bulevar de la Amistad de los Pueblos nº 12 (1958); escuela modelo (1953-1955); escuela Experimental nº80 (1960).
- Berdiansk: escuela piloto para que niños se recuperen de la parálisis cerebral (1963).
- Donetsk: edificio escolar consolidado para 2.032 estudiantes a orillas del río Kalmius (1965).
- Járkov: casa del Ejército y la Armada Rojas (1934); sociedades cooperativas de casas en colaboración con Volodímir Zabolotni y P. Yurchenko (1940); escuela en la calle Louis Pasteur (1954).
- Kramatorsk: palacio de cultura (1940); colegio experimental (1962).
- Krivói Rog: Sotsgorod
- Lugansk: escuela; museo de la revolución (1940); hotel Octubre (hoy llamado hotel Ucrania; 1947-1952).
- Odesa: escuela piloto para que niños se recuperen de la parálisis cerebral (1963).
- Ozerne: casa del Ejército Rojo (1933–1934).
- Zaporiyia: escuela experimental para niños con discapacidad (1964)

También tiene numerosas obras hechas fuera de la actual Ucrania, como las siguientes:
- Chisináu: monumento a Kotovsk en colaboración con el escultor LD Muravina (1947).
- Bekobod: presa de Farjad (1942–1944); urbanizaciones Farjadskaya GES 1000 y 500 (1943-1945); vivienda unifamiliar para la construcción de la hidroeléctrica Farjadskaya (1943); cine para 1000 espectadores (1934-1935)
- Komsomolsk: escuela de música.
- Moscú: estación de Kursk (1932).
- Tashkent: industrias abrasivas (1942), colegio nº110 Shevchenko para 2600 estudiantes ucranianos (1969).

## Influencia
Varias personas se consideran alumnos de Karakis; la mayoría de ellos estudiaron y trabajaron con el arquitecto durante el período de 1933 a 1952. Varios de ellos se convirtieron más tarde en famosos arquitectos soviéticos y ucranianos. entre esas personas se encuentran: Anatoli Dobrovolski, Abraham Moiseevich Miletsky, Yuri Aseev, Valentin Ezhov, Vadim Skugarev, Boris Zhezherin, Anatoly Ignaschenko, Viktor Chepelik, Zoya V. Moiseenko, Boris M. Davidson (Karakis le ayudó a defender su tesis doctoral de arquitectura) , Yuriy Jimich y más.
Algunos de sus alumnos se convirtieron más tarde en escritores, entre ellos Víktor Nekrasov y Leonid Serpilin. El alumno de Karakis, Volodímir Dajno, se convirtió en director de cine de animación. Una de las alumnas fue su hija Irma Karakis, quien más tarde obtuvo un doctorado en arquitectura y se convirtió en investigadora principal y jefa del sector interior de KievZNIIEP.